# Barranco de Badajoz
El barranco de Badajoz es un barranco situado en el sureste de la isla de Tenerife −Canarias, España−, enmarcado dentro del término municipal de Güímar.

## Toponimia
Su nombre proviene del conquistador castellano Juan de Badajoz, quien recibió tierras en esta zona tras la conquista de la isla a finales del siglo xv.
Los aborígenes guanches nombraban a esta zona Chamoco, término con el que se ha seguido denominando por los naturales del lugar.

## Geografía
El barranco es un afluente del barranco del Agua, situándose en el extremo meridional del valle de Güímar. Nace a 1852 m s. n. m. en la Cordillera Dorsal de la isla, en las proximidades de la cima de Izaña, y desemboca en el barranco del Agua a 152 m s. n. m., en la zona conocida como Los Llanos. Recorre casi diez kilómetros, recibiendo el aporte de numerosos barranquillos que descienden de la Ladera de Güímar.
Durante parte del curso del barranco este se convierte en auténtico cañón, con paredes verticales a ambos lados.
La parte superior del cauce se encuentra dentro de los espacios naturales protegidos del parque natural de la Corona Forestal y del Paisaje Protegido de las Siete Lomas.

## Arqueología
El vestigio prehistórico más significativo que se encuentra en esta zona, demostrando así la actividad aborigen en el lugar, es la cueva del Cañizo. Se halla a 100 m de altura, aproximadamente, a la mitad del camino y en la pared izquierda del barranco. Debe su nombre a las doce varas de madera de sabina colocadas en el techo de la misma, que se pueden ver desde el cauce del barranco. Además, varias momias guanches han sido encontradas aquí, de modo que el lugar era una zona de enterramiento aborigen y, en la actualidad, un importante lugar en yacimientos arqueológicos.

## Explotación humana
En las laderas del barranco se han excavado ocho galerías filtrantes que surten de agua a la población de la isla. De aquí parte el denominado canal de Araya, que conduce el agua desde el barranco de Badajoz hasta el área metropolitana de Tenerife, abasteciendo a los municipios de Güímar, Arafo, Candelaria, El Rosario, San Cristóbal de La Laguna y Santa Cruz de Tenerife. El agua se utiliza tanto por la población como por las industrias y los comercios.
En la parte baja del cauce se encuentran varias canteras de extracción de áridos, explotadas desde los años 1970 e inmersas en procesos judiciales por su presunta explotación irregular.

## Sucesos
En torno al barranco han surgido numerosas leyendas e historias de sucesos extraños. Los testimonios abarcan apariciones de seres angelicales, experimentación de diversos fenómenos paranormales, avistamientos de luces, diversos entes u ovnis, e incluso vestigios de rituales satánicos.
Pero la historia más famosa y conocida asociada a este lugar es la de la Niña de las Peras, la cual desapareció en el barranco, volviendo a aparecer décadas después con el mismo aspecto que tenía el día de su desaparición.
El caso del barranco de Badajoz es considerado por la mayoría de parapsicólogos como muy similar al famoso Triángulo de Bridgewater ubicado en Massachusetts (Estados Unidos).

## Galería

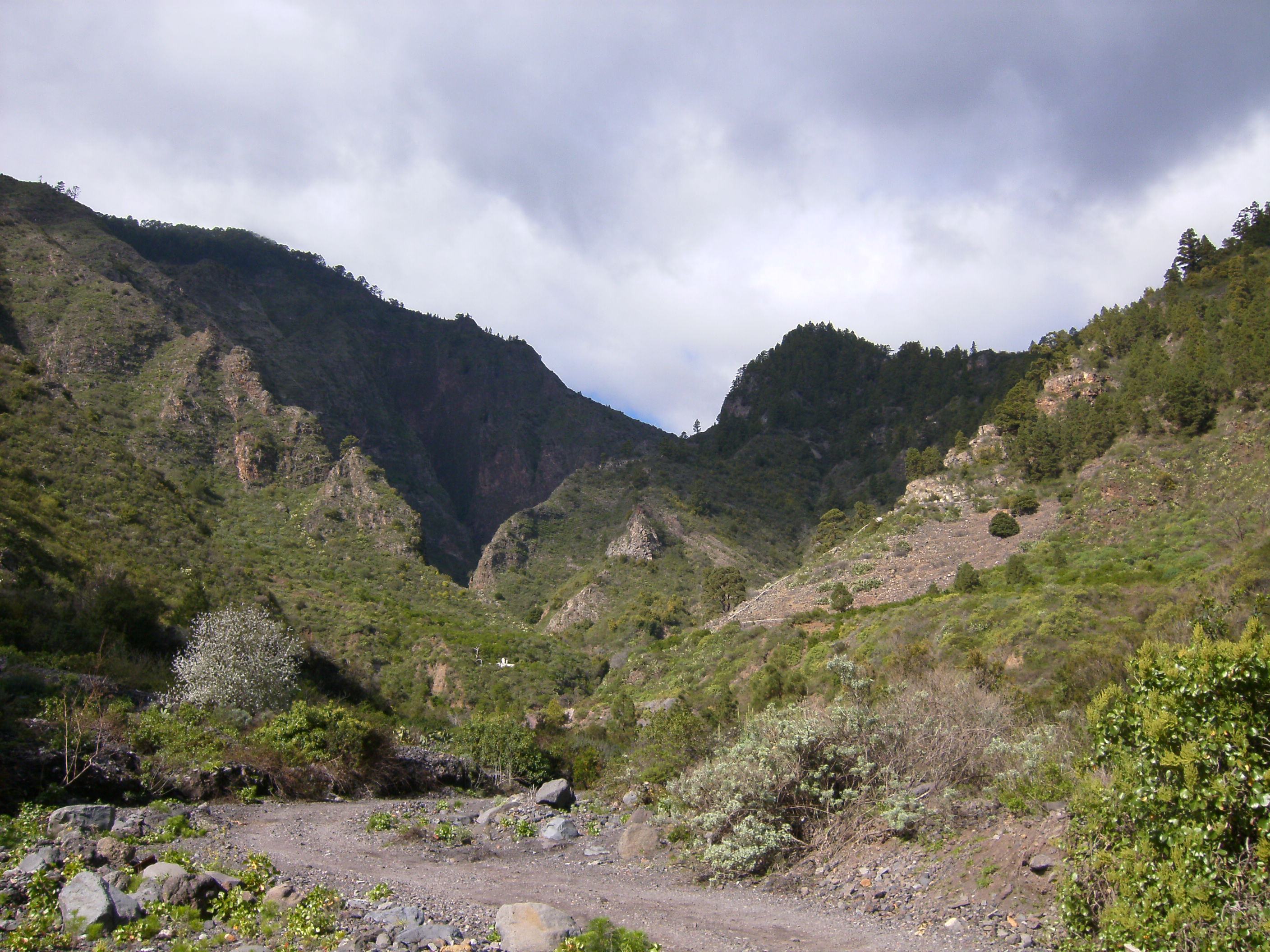
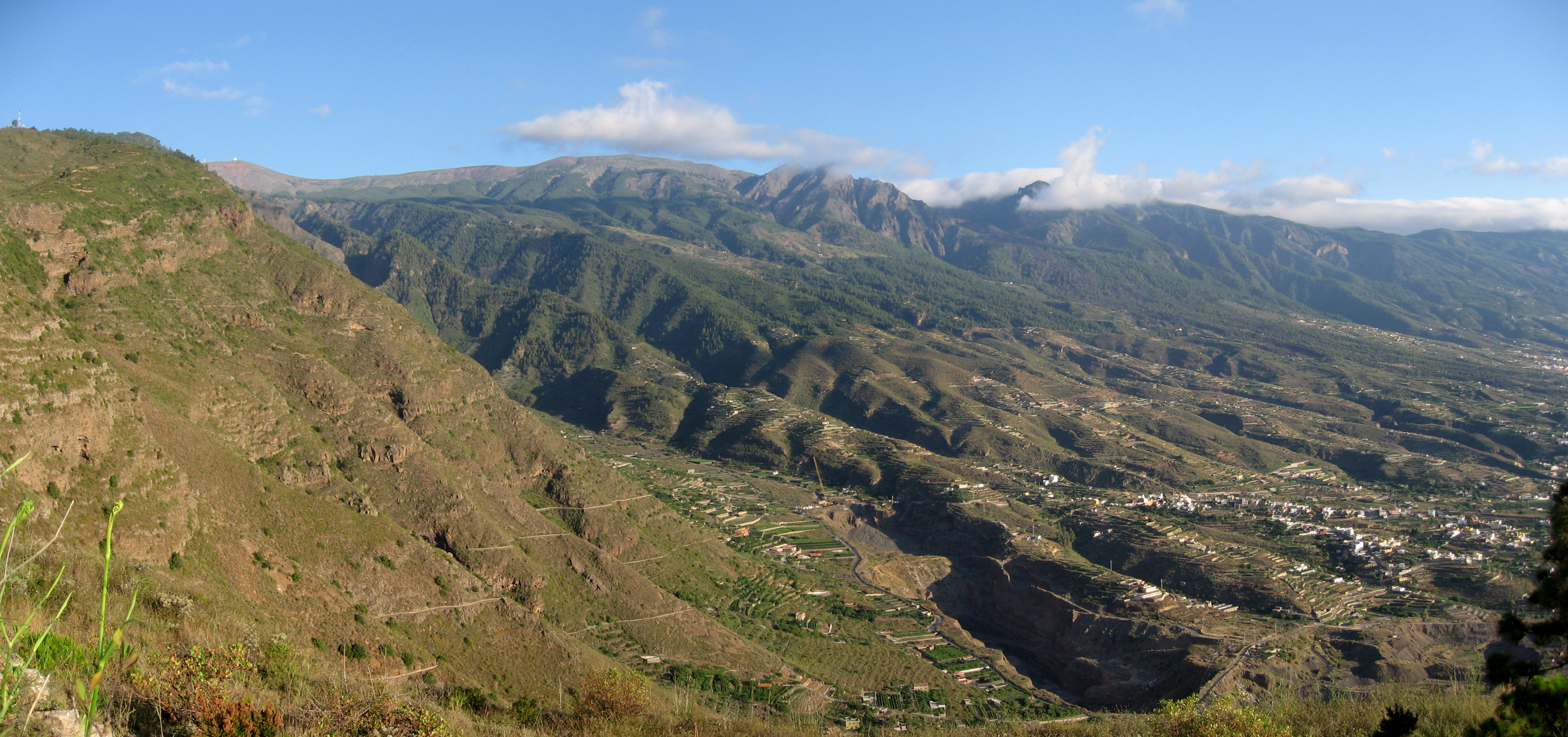
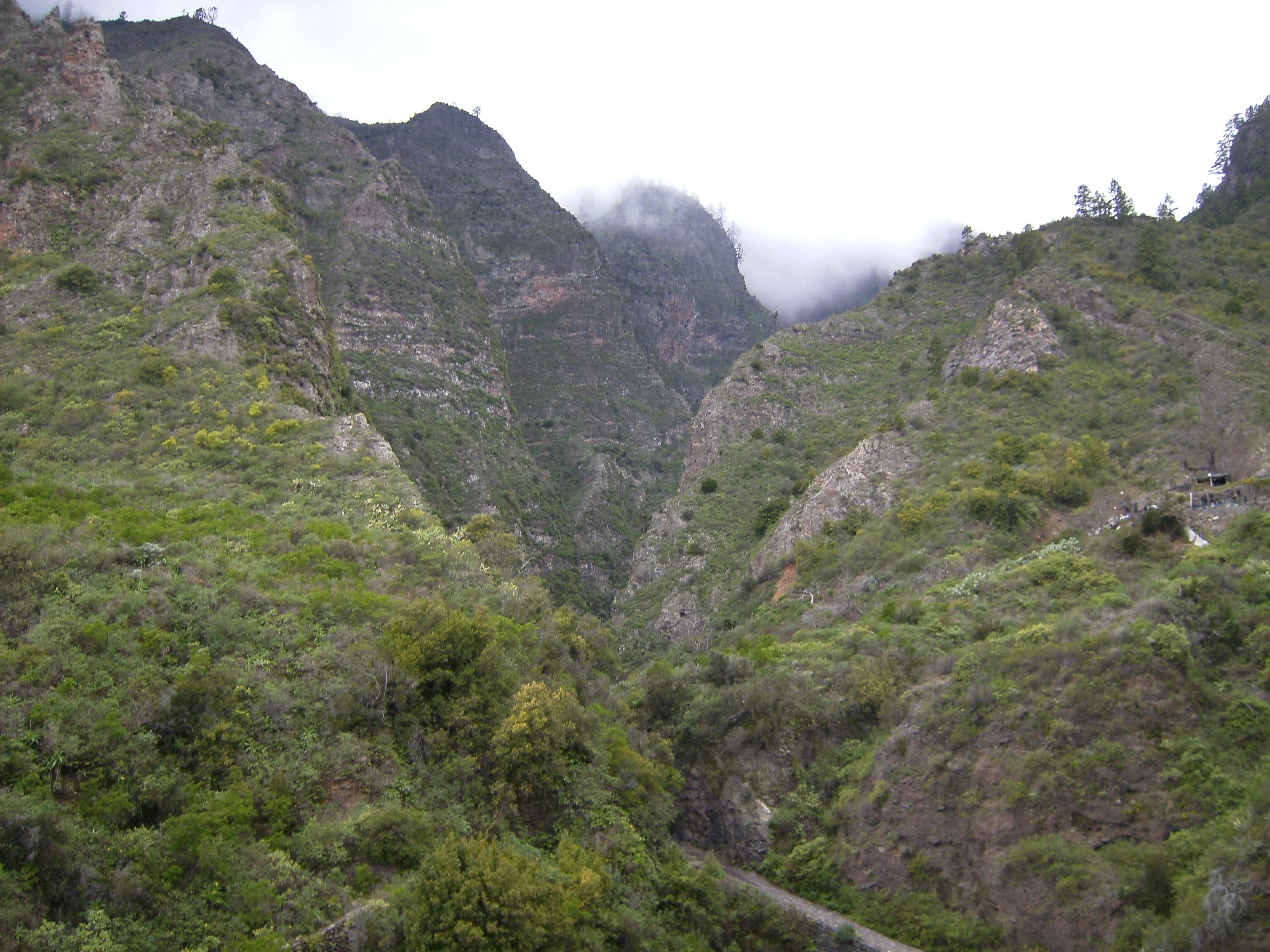